# Branle
Pour les articles homonymes, voir Branle (homonymie).

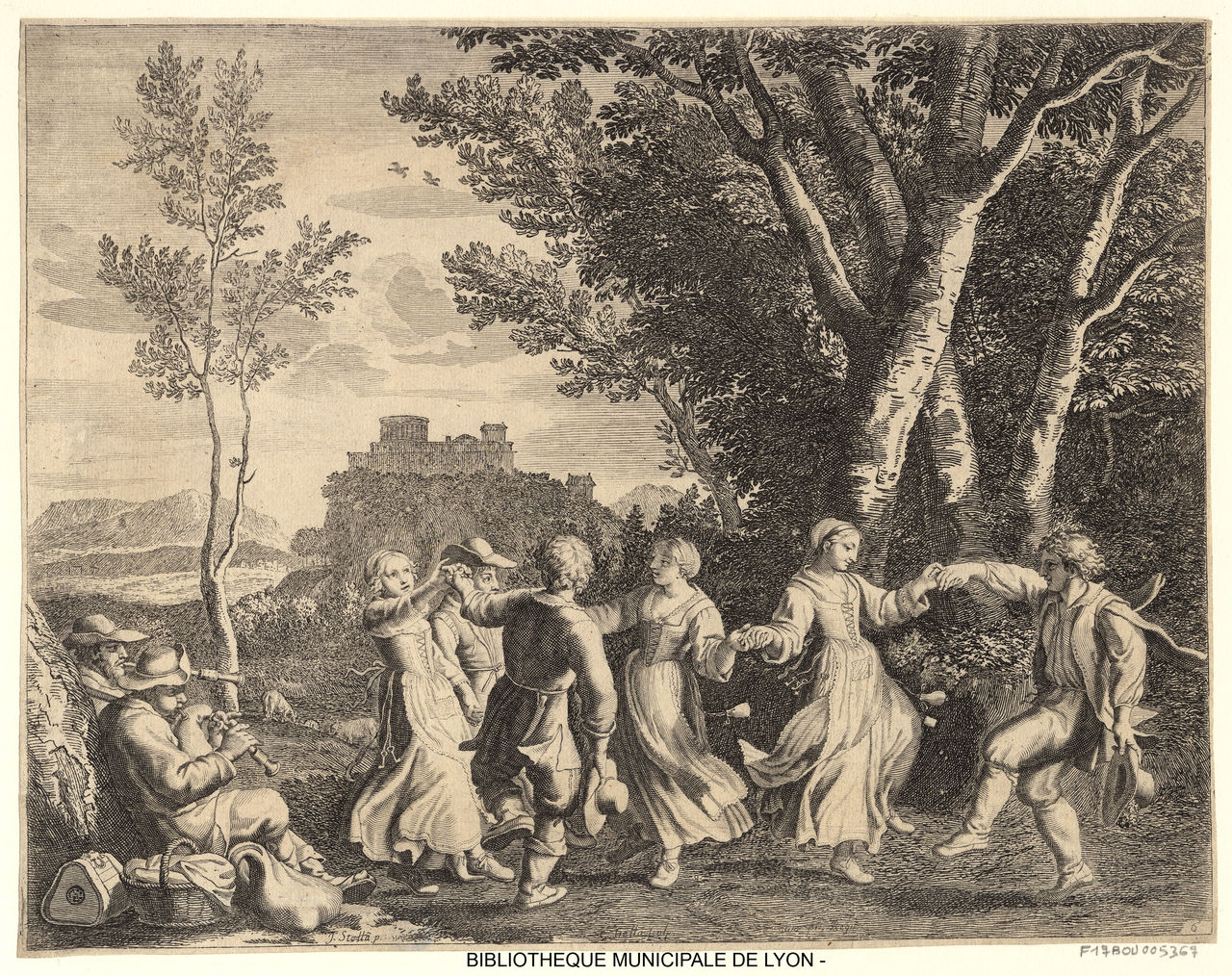
Le branle, estampe de Claudine Bouzonnet-Stella, 1641-1697.

Les branles sont une famille de danses d'Europe populaires et collectives, de tradition ancienne remontant à la fin du Moyen Âge et toujours pratiquée de nos jours dans certaines régions. Les danseurs forment un rond, parfois une chaîne, se tiennent généralement par la main et balancent les bras au rythme et selon le tempo de la danse. Les pas de base, également nommés branle, sont simples et faciles, et alternent à gauche et à droite, d'où le nom de branle. Le pas de branle simple est un simple appui long à gauche ou à droite sur 1 temps musical, le branle double un triple appui sur 2 temps, gauche-droite-gauche ou droite-gauche-droite.
La danse se pratique sur un air chanté ou aujourd'hui plus souvent sur une musique instrumentale, à 2 temps généralement binaire comme le suggèrent les pas, parfois ternaire voire mixte. De nombreux éditeurs tels que Pierre Attaingnant, Tielman Susato, Jacques Moderne ou Jean d'Estrée publièrent durant le XVIe siècle des recueils dans lesquels sont retranscrits de nombreuses musiques de branle harmonisés à quatre ou cinq instruments. Plusieurs de ces recueils ont été réédités à partir des années 1970.
Les branles sont historiquement répandus dans de nombreuses régions d'Europe, dans lesquelles ils prennent un style propre, mais en gardant la forme en ronde et les mêmes pas de base. Ainsi en France, les rondeaux de Gascogne ou l'andro et l'hanter dro de Bretagne brittophone ou gallèse sont considérés comme des branles[réf. souhaitée]. Ce qui change, c'est la « substance » de la danse, plus ou moins à plat (horizontale) ou rebondissante (verticale), plus ou moins vive ou grave, les autres pas ou ornementations possibles, ainsi que parfois la façon dont les danseurs se tiennent les uns aux autres.
Par contre, comme pour d'autres noms de danses, le terme branle est trompeur car réutilisé pour nommer des danses de types très différents : ainsi, le branle de Noirmoutier ou branle de l'épine n'est pas un branle. De même, dès le XVe siècle, les pas de branle sont repris dans les bals de l'aristocratie pour la basse danse, une danse en cortège de couples ouverts.

## Étymologie
Selon le linguiste Alain Rey, le nom branle, déverbal du verbe branler qui signifie osciller, bouger dans un sens et dans l'autre, apparaît au XIIIe siècle pour caractériser un mouvement d'oscillation. Il est adopté dès l'origine pour nommer cette danse et ses pas caractéristiques, avec aussi des tournures comme « mener le branle ».

## Usage
Le branle ouvrait et fermait le bal à la cour de Louis XIV. Seuls les princes et princesses de sang étaient autorisés à le danser, d'après Saint-Simon.

## Branle double et branle simple
En 1589, Thoinot Arbeau décrit ainsi le double et le simple dans son Orchésographie :
- double à gauche :
  - (1) un pas du pied gauche à gauche (pied gauche largy), ou en avant ou en arrière, ou encore sur les côtés,(droite ou gauche,) selon le trajet recommandé par la danse,
  - (2) un pas du pied droit près du gauche (pied droit approché),
  - (3) un pas du pied gauche à gauche (pied gauche largy), ou en avant ou en arrière ou les côtés,
  - (4) joindre le pied droit au gauche sans changer d'appui (pied droit joint),

double à droite : (1-4) idem pieds et sens inverses (à droite, en arrière ou en avant ou sur les côtés) ;
- simple à gauche :
  - (1) un pas du pied gauche à gauche (pied gauche largy), ou en avant ou en arrière ou côtés,
  - (2) joindre le pied droit au gauche sans changer d'appui (pied droit approché),

simple à droite : (1-2) idem pieds et sens inverses (à droite, en arrière ou en avant).
Un branle double se compose d'un double à gauche suivi d'un double à droite.
Un branle simple se compose d'un double à gauche suivi d'un simple à droite.

## Ornementations
Le danseur peut à loisir introduire des ornements dans le double et le simple. Ainsi, il peut remplacer le dernier temps (joint) par un pied en l'air (Arbeau le nomme branle de Bourgogne). Il peut aussi sautiller chaque temps du double et du simple, à la manière du haut Barrois. Il peut encore découper le double et le simple :
- double à gauche découpé :
  - (1) un pas du pied gauche à gauche (pied gauche largy),
  - (2) un pas du pied droit près du gauche (pied droit approché),
  - (3) un pas sauté sur le pied gauche en levant la jambe droite (pied en l'air droit),
  - (&) un pas sauté sur le pied droit en levant la jambe gauche (pied en l'air gauche),
  - (4) un pas sauté sur le pied gauche en levant la jambe droite (pied en l'air droit) ;
- simple à gauche découpé :
  - (1) un pas sauté sur le pied gauche en levant la jambe droite (pied en l'air droit),
  - (&) un pas sauté sur le pied droit en levant la jambe gauche (pied en l'air gauche),
  - (2) un pas sauté sur le pied gauche en levant la jambe droite (pied en l'air droit).

## Autres branles
D'autres branles, tous forgés sur le modèle du double et du simple, sont décrits par Arbeau.
- Branles coupés
  - Cassandre
  - Pinagay
  - Charlotte
  - Branle de la guerre
  - Aridan
- Branle de Poitou
- Branle de l'ours
- Branle d'Écosse
- Triory de Bretagne
- Branle de Malte
- Branles morgués
  - Branle des lavandières
  - Branle des pois
  - Branle des ermites
  - Branle de la torche
  - Branle des sabots
  - Branle des chevaux (un extrait sonore par Los Vironaires, Nos rondes et vous, et un extrait vidéo sur YouTube)
  - Branle de la montarde
  - Branle de la haie
  - Branle de l'official

## Quelques survivances du branle
Berry
- Rond dit d'Argenton
- Branle d'Ecueillé

Basse-Bretagne
- An-dro
- Hanter-dro
- Laridé
- Rond de Landéda

Haute-Bretagne
- Passepieds
- Ronds de Penthièvre
- Pilée-menu
- Tour
- Ridées
- Ronds de Loire-Vilaine

Poitou
- Branle du Poitou
- Rond de Barbâtre
- Rond de l'île d'Yeu

Gascogne
- Rondeau

Quercy
- Ronde du Quercy

Pyrénées
- Branle souletin (Xiberoko branlea en basque)
- Branle d'Ossau
- Branle d'Arbéost

Marseille
- Branle de Saint-Elme

Hongrie
- Csárdás

Macédoine
- Lesnoto